# Scotia-Platte

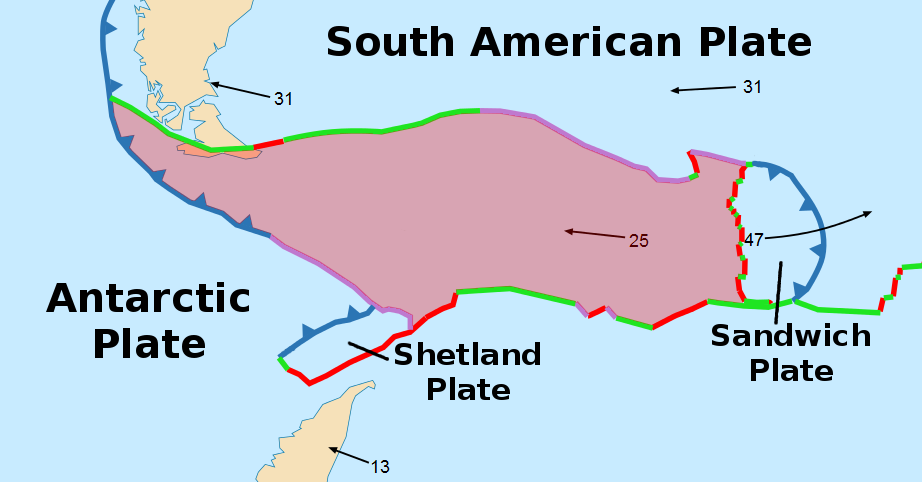
Scotia-Platte mit angrenzender Sandwich-Platte

Die Scotia-Platte ist eine ozeanische Lithosphärenplatte im Südatlantik zwischen der Südamerikanischen Platte im Norden, der Sandwich-Platte im Osten und der Antarktischen Platte im Süden und Westen.
Die nördlichen und südlichen Grenzen dieser Platte sind Transformstörungen; die nördliche zur Südamerikanische Platte wird Magallanes-Fagnano-Verwerfung genannt. Am östlichen Rand der Scotia-Platte befindet sich der Ost-Scotia-Rücken, ein mittelozeanischer Rücken, der sie von der kleinen Sandwich-Platte trennt. Die westliche Begrenzung zur Antarktischen Platte ist komplex und weniger gut definiert.
Eine wissenschaftliche Hypothese ist, dass die Westwärtsbewegung der Südamerikanischen Platte die Karibische Platte und die Scotia-Platte an ihrem nördlichen und südlichen Enden zwang, sich um diese herum zu zwängen. Beide zeigen eine ähnliche Form und sind an ihrer östlichen Seite von einer Subduktionszone der Südamerikanischen Platte begrenzt.